# Беббер, Вильгельм Якоб ван
Вильгельм Якоб ван Беббер (нем. Wilhelm Jacob van Bebber; 14 июля 1841, Грит — 1 сентября 1909, Альтона) — немецкий метеоролог.

## Биография
Вильгельм Якоб ван Беббер родился 14 июля 1841 года в местечке Grieth, неподалёку от города Калькар на берегу реки Рейн и стал двенадцатым ребёнком в семье.
Несмотря на раннюю смерть отца в 1853 году, после окончания начальной школы мальчик продолжил образование в удалённой школе города Эммерих-на-Рейне. Затем он начал изучал математику и естественные науки в Мюнстере и Бонне.
В 1868 году Вильгельм Якоб ван Беббер сдал государственный экзамен для учителей средних школ. После года стажировки в средней школе в Клеве, в 1869 году он отправился в среднюю школу в Кайзерслаутерне, за время работы в которой защитил докторскую диссертацию (1871 год). В своей докторской, он на примере сравнения суровых зим в Европе (с 1826 по 1871 годы) и параллельно мягких зим в Америке пытался доказать тезис, что человек не способен изменить климат в целом.
В 1875 году ван Беббер стал ректором школы в баварском городе Вайсенбург.
В 1877 году он был назначен в Национальный институт немецкой военно-морской обсерватории в городе Гамбурге, где с 1879 года заведовал третьим отделением (береговая метеорология, штурмовые предостережения).
В 1890 году Вильгельм Якоб ван Беббер получил звание профессора. В Гамбурге он проработал почти до конца жизни, он ушел со своего поста по состоянию здоровья в 1907 году и умер два года спустя 1 сентября 1909 года в Альтоне.
Вильгельм Якоб ван Беббер был членом правления немецкого метеорологического общества (Deutsche Meteorologische Gesellschaft), и членом старейшего немецкого общества естествоиспытателей, ставшего национальной Академией наук Германии — Леопольдина.
Учёным было опубликовано более 200 научных работ. В Военно-морской обсерватории, он написал один из первых учебников метеорологии, составлял карты погоды и пробовал предсказывать природные стихии. Ван Беббер был одним из тех, кто заложил  фундамент для создания государственной службы погоды Германии.

## Награды
- Орден Короны 4-го класса (1877, королевство Пруссия)[2]

## Память
В 2009 году одна из улиц на малой родине ван Беббера была названа в его честь.

## Избранная библиография

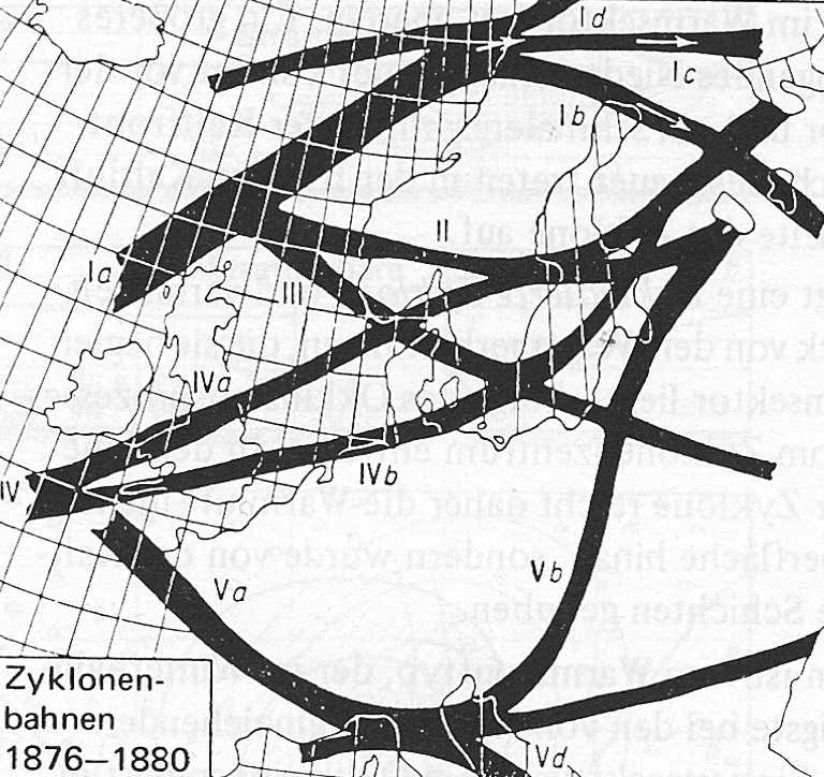
Одна из метеорологических карт составленных ван Беббером

- «Regenverhältnisse Deutschlands» (Мюнхен, 1876);
- «Anleitung zur Aufstellung von Wetterprognosen» (Гамбург, 1886);
- «Lehrbuch der Meteorologie» (Штутгарт, 1890);
- «Windverhältnisse an d. deutschen Küste» (1890),
- «Katechismus der Meteorologie» (3-е изд., Лейпциг, 1893);
- «Verbreitung der Wärme-Extreme über die Erdoberfläche» (1893);
- «Barometrische Maxima und Minima zwischen Ural und Felsengebierge» (1894);
- «Hygienische Meteorologie für Aerzte und Naturforscher» (Штутгарт, 1895);
- «Vorschläge zur Verbesserung des Sturmwarnungswesens» (1895);
- «Die Isobarentypen des Nordatlantischen Oceans und West europas» (вместе с Кёппеном, 1896);
- «Beurteilung des Wetters auf mehrere Tage voraus» (Штутгарт, 1896);
- «Hauptwetterlage in Europa» (1897);
- «Grundlage einer Wettervorhersage auf mehrere Таge voraus» (1899)[1].